# The Brute (film, 1927)

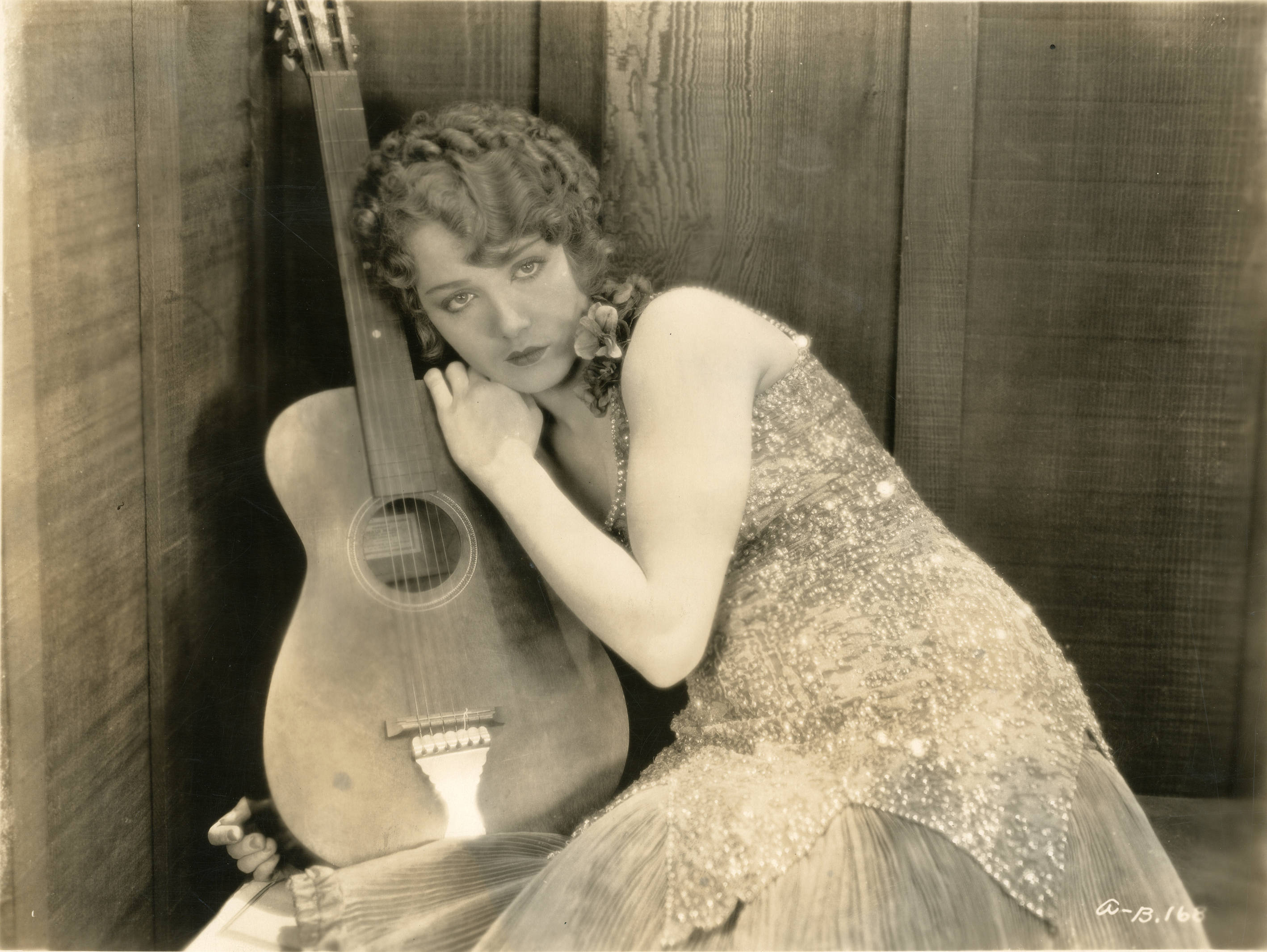
Leila Hyams, photo promotionnelle pour le film.

Pour l’article homonyme, voir The Brute (film, 1920).
The Brute est un film américain réalisé par Irving Cummings, sorti en 1927.

## Fiche technique
- Réalisation : Irving Cummings
- Scénario : Harvey Gates d'après le roman The Brute de W. Douglas Newton[1]
- Production : Warner Brothers
- Photographie : Conrad Wells
- Genre : Western
- Distributeur : Warner Brothers
- Durée : 70 minutes
- Date de sortie : 30 avril 1927

## Distribution
- Monte Blue : Easy Going Martin Sondes
- Leila Hyams : Jennifer Duan
- Clyde Cook : Oklahoma Red
- Carroll Nye : The El
- Paul Nicholson : Square Deal Felton